# Fernando Arrabal
Fernando Arrabal (ur. 11 sierpnia 1932 w Melilli) – hiszpański pisarz, dramaturg, poeta. Od 1955 osiadły na stałe we Francji i tworzący głównie w języku francuskim. Także scenarzysta, reżyser filmowy, autor dzieł plastycznych, aktor.

## Życiorys
Arrabal dorastał w Ciudad Rodrigo, położonym nieopodal Salamanki. Wychowywał się bez ojca, który wkrótce po wybuchu wojny domowej został aresztowany i skazany na śmierć. Wyrok zamieniono wkrótce na karę długoletniego więzienia. 4 listopada 1941 na skutek zaburzeń umysłowych jego ojca przewieziono do szpitala, skąd uciekł i zniknął na zawsze. Tajemnica wywrze olbrzymi wpływ na chłopca, stanie się głównym motywem autobiograficznej powieści Baal w Babilonie (1959). Na podstawie tej książki Arrabal osnuł swój debiut filmowy Viva la muerte! (1971). 
Najbardziej znany ze swych dzieł scenicznych, obok Ionesco czy Becketta jeden z najgłośniejszych przedstawicieli teatru absurdu. Założyciel, wspólnie z Alejandro Jodorowskym i Rolandem Toporem Grupy Panicznej (Panique). W swoich dramatach (najbardziej znane to: Cmentarzysko samochodów 1958, Guernica 1959, Architekt i cesarz Asyrii 1967) stosował awangardowe zabiegi formalne, często posługiwał się prowokacją i epatował brutalnością, ukazując zagubienie człowieka w cywilizacyjnym chaosie.
Jest także autorem tomów poezji i prozy poetyckiej, np. zbioru Jądro szaleństwa (1963).
W 1967, z powodów politycznych, został aresztowany w Hiszpanii i spędził kilka miesięcy w więzieniu. W jego obronie wystąpili wówczas Octavio Paz, Samuel Beckett, Camilo José Cela i Vicente Aleixandre.

## Proza
- Baal Babilonia
- Fiesta y ritos de la confusión
- La torre herida por el rayo
- La virgen roja
- La hija de King Kong
- La extravagante cruzada de un castrado enamorado
- La matarife en el invernadero
- Levitación
- El mono
- La piedra iluminada
- El entierro de la sardina
- Un teniente abandonado
- Porté disparu
- Champagne pour tous

## Poezja
- Mis humildes paraísos
- La piedra de la locura

Tomiki jego wierszy ilustrowali m.in. Pablo Picasso, Salvador Dalí, René Magritte

## Teatr
Sto sztuk teatralnych opublikowano w 19 zbiorach:
- El triciclo (1953)
- Fando et Lis (1955)
- Guernica (1959)
- La Bicicleta del condenado (1959)
- El Gran Ceremonial (1963)
- El arquitecto y el emperador de Asiria (1966)
- El Jardín de las delicias (1967)
- El laberinto (1967)
- Bestialidad erótica (1968)
- El Cielo y la Mierda (1972)
- El cementerio de automóviles (1959)
- Jóvenes bárbaros de hoy
- ...Y pusieron esposas a las flores
- La tour de Babel
- Inquisición
- Carta de amor (como un suplicio chino)
- La noche también es un sol
- Delicias de la carne

## Reżyseria
- Viva la muerte
- Iré como un caballo loco
- El árbol de Guernica
- La Odisea del Pacífico
- Cementerio de automóviles
- ¡Adiós Babilonia!
- Borges: una vita di poesía

## Eseje
- La dudosa luz del día (Nagroda Espasa de Ensayo, 1994)
- El Greco
- Bobby Fischer: el rey maldito
- Carta al Gral. Franco
- 1984: Carta a Fidel Castro
- Carta a Stalin
- Un esclavo llamado Cervantes
- Goya-Dalí
- Echecs et mythes
- Fêtes et défaites sur l'échiquier
- Les échecs féériques et libertaires
- Le frénétique du spasme (1991)
- Houellebecq!
- Diccionario pánico

Fernando Arrabal od 30 lat prowadzi kronikę szachową w «L’Express» a także współpracuje z hiszpańskimi periodykami: El Mundo, El País i ABC.